# Perm (Einheit)
Das Perm (Einheitenzeichen: perm oder Pm) ist eine gebräuchliche Einheit der Permeabilität von Festkörpern. Die Dimension der Einheit entspricht der Fläche. Man unterscheidet:
- das metrische Perm, das im CGS-System verwendet wird:

1 metrisches Perm = {\displaystyle 1\ \mathrm {\frac {{\tfrac {\mathrm {cm} ^{3}}{s}}\cdot \ \mathrm {cm} \ \cdot \ \mathrm {Poise} }{\mathrm {c} m^{2}\ \cdot \ Barye}} } = 1 cm2 = {\displaystyle 10^{-4}\ \mathrm {\frac {Pa\cdot s\cdot m\cdot m^{3}}{m^{2}\cdot Pa\cdot s}} } = 10−4 m2
- das US Perm, das auf dem Angloamerikanischen Maßsystem beruht:

1 US Perm = 929 metrische Perm = 9,43·1010 Darcy = 929 cm2 = 0,0929 m2
mit den weiteren CGS-Einheiten
- Poise
- Barye.